# János Zlinszky
János Zlinszky (* 7. März 1928 in Budapest; † 18. Juni 2015) war ein ungarischer Rechtswissenschaftler, Rechtshistoriker und Hochschullehrer. Er galt als Doyen des Römischen Rechts in Ungarn.

## Leben und Wirken
Nach dem Abitur 1946 begann Zlinszky 1947 an der Pazmany-Peter-Universität in Budapest das Studium der Rechtswissenschaften. Befördert durch Professor Géza Marton erwachte bei Zlinszky bereits früh das Interesse am Römischen Recht. Bereits als Student übersetzte er das Zwölftafelgesetz ins Ungarische. 1951 wurde er jedoch, kurz vor seinem Abschluss, vom kommunistischen Regime der Universität verwiesen und nach Zsáka deportiert, da er aus einer großbürgerlichen Juristenfamilie stammte und damit als „Klassenfeind“ galt. Erst nachdem er Militär- und Arbeitsdienst abgeleistet, mehrere Jahre als Zimmermann gearbeitet und geheiratet hatte, durfte er nach Budapest zurückkehren und sein Studium fortsetzen. Dort legte er 1957 seine Staatsexamina ab und erhielt sein Diplom. Im Anschluss daran arbeitete er bis 1968 als Jurist in mehreren staatlichen Unternehmen, von 1968 bis 1983 war er als Rechtsanwalt tätig.
Erst ab 1983 konnte sich Zlinszky wieder seiner akademischen Karriere widmen. In diesem Jahr trat er eine Assistentenstelle an der Universität Miskolc an. Dort erwarb er durch Einreichung diverser, teilweise schon fertiggestellter Schriften schnell die formalen Erfordernisse, um lehren zu dürfen. 1984 wurde er zum Kandidaten der Wissenschaft promoviert, 1990 erwarb er den höchsten wissenschaftlichen Grad der Ungarischen Akademie der Wissenschaften. Im selben Jahr trat er eine Professur für Römisches Recht in Miskolc an. Diese Professur übte er parallel zu seiner Tätigkeit als Richter am Verfassungsgericht der Republik Ungarn aus, wo er von 1990 bis 1998 tätig war. Ebenfalls neben seiner eigentlichen Professur in Miskolc war Zlinszky von 1995 bis 2000 Dekan der auch auf seine Initiative neu gegründeten rechtswissenschaftlichen Fakultät der Katholischen Péter-Pázmány-Universität. 2002 wurde János Zlinszky emeritiert.
Zlinszky widmete sich in seinen Forschungen vor allem dem Römischen Recht und seinem Einfluss auf die Entwicklung des ungarischen Rechts. Er prägte die Theorie der „stillen Rezeption“ des Römischen Rechts in Ungarn, der zufolge römische Rechtsgrundsätze nur langsam und nach und nach Eingang in ungarische Gesetze und Rechtsprechung fanden. Darüber hinaus widmete sich Zlinszky allgemein der Rezeption des Römischen Rechts, insbesondere auch in den deutschsprachigen Gebieten. Von ihm stammt der Beitrag über Ungarn in Helmut Coings Handbuch Quellen und Literatur der neueren europäischen Privatrechtsgeschichte. Zlinszkys Engagement ist es zu verdanken, dass das Römische Recht Verbreitung als Lehrfach an den ungarischen Universitäten fand. Als Verfassungsrichter wirkte er entscheidend an der Etablierung rechtsstaatlicher Grundsätze im postsozialistischen Ungarn mit. Für seine Verdienste um die Wissenschaft nahm die Österreichische Akademie der Wissenschaften ihn 1993 als korrespondierendes Mitglied auf. 2014 verlieh ihm die Universität Miskolc die Ehrendoktorwürde. Er war Mitglied der Vereinigung für Verfassungsgeschichte.

## Werke (Auswahl)
- A tizenkéttáblás törvény töredékei [Die Fragmente des Zwölftafelgesetzes]. Budapest 1991.
- Római büntetőjog [Römisches Strafrecht]. Miskolc 1992.
- Állam és jog az ősi Rómában [Staat und Recht im archaischen Rom]. Budapest 1996 (Dissertation).
- Ius publicum. Budapest 1996.
- Wissenschaft und Gerichtsbarkeit: Quellen und Literatur der Privatrechtsgeschichte Ungarns im 19. Jahrhundert. Klostermann, Frankfurt am Main 1997, ISBN 978-3-465-02838-3.
- Ius privatum. Budapest 1998.